# Герб Зубцова
 Герб муниципального образования городского поселения город Зубцо́в Зубцовского района Тверской области Российской Федерации.
Герб утверждён Решением № 134 Совета депутатов муниципального образования город Зубцов Зубцовского района 6 июня 2006 года.
Герб подлежит внесению в Государственный геральдический регистр Российской Федерации.

## Описание герба
«В червлёном щите восемь же золотых остроконечных зубцов видимых».

## Обоснование символики
Обоснование символики герба города Зубцова: Исторический герб, составленный и утверждённый 10 октября 1780 года.

## История герба
Исторический герб города Зубцова был Высочайше утверждён 10 октября 1780 года императрицей Екатериной II вместе с другими гербами городов Тверского наместничества.
Подлинное описание герба города Зубцова гласило:

«Городъ Зубцовъ имѣетъ старый гербъ: въ красномъ полѣ золотая стена съ старинными зубцами».
Герб Зубцова был составлен в департаменте Герольдии при Сенате под руководством герольдмейстера, действительного статского советника А. А. Волкова.
В Законе об утверждении гербов Тверского наместничества герб Зубцова (также как и гербы Старицы, Торжка и Торопца) изображён без герба неместного города в верхней части и назван «старым» — однако архивных документов подтверждающих создание герба до 1780 года нет. Предположительно, что герб Зубцова был сочинён герольдместером графом Францем Санти, под руководством которого Геральдическая контора в начале XVIII века составляла городские гербы для городских печатей и для полковых знамён России.

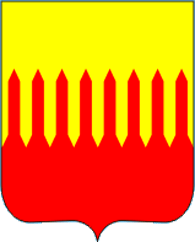
Герб Зубцовского района

В 1862 году, в период геральдической реформы Кёне, был разработан проект нового герба уездного города Зубцова (официально не утверждён): «Щит пересечён червленью и золотом о 8 зубцах. В вольной части герб Тверской губернии. Щит увенчан серебряной стенчатой короной о трёх зубцах и окружён золотыми колосьями, соединёнными Александровской лентой».
В советский период герб Зубцова (1780 года) не использовался.
В постсоветское время на основе исторического герба Зубцова был официально утверждён герб Зубцовского района. Рисунок герба района идентичен рисунку герба Зубцова, но цвет поля в районном гербе стал золотым, а зубцы — красные.
6 июня 2006 года был утверждён герб городского поселения «город Зубцов», полностью повторяющий исторический герб города 1780 года..
Реконструкция исторического герба Зубцова для городского поселения «город Зубцов» произведена В. И. Лавреновым и А. В. Ушаковым.
Основные элементы исторического герба — зубцы, но золотые, как в гербе района, вошли в композицию официальных гербов сельских поселений Зубцовского района.

Гербы муниципальных образований Зубцовского района, созданные на основе исторического герба Зубцова
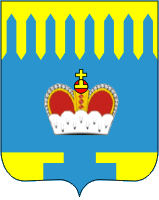
Вазузское сельское поселение
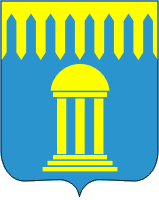
Дорожаевское сельское поселение
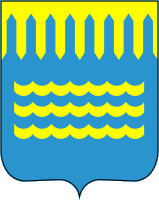
Зубцовское сельское поселение
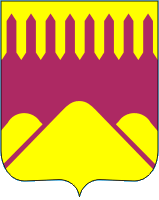
Княжьегорское сельское поселение
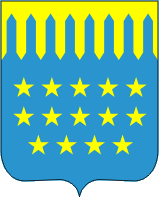
Погорельское сельское поселение
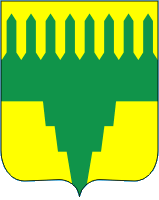
Столипинское сельское поселение
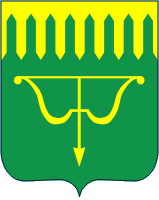
Ульяновское сельское поселение